# NGC 3129
NGC 3129 је двојна звезда у сазвежђу Лав која се налази на NGC листи објеката дубоког неба.
Деклинација објекта је + 18° 25' 54" а ректасцензија 10h 8m 19,2s. Привидна величина (магнитуда) објекта NGC 3129 износи 13,5.